# Гродненская улица (Москва)
Гро́дненская у́лица (до 11 августа 1962 года Институ́тский переулок, по другим данным Институ́тский проезд города Кунцево) — улица в Западном административном округе города Москвы на территории района Можайский.
Улица проходит в направлении с севера на юг параллельно улице Багрицкого, соединяя Можайское шоссе и Гжатскую улицу. Нумерация домов начинается от Можайского шоссе.

## Происхождение названия

Карта города Кунцево 1940 года, на которой виден Институтский проезд (ныне Гродненская улица)

При включении города Кунцево в состав Москвы в 1960 году название Институтский проезд было заменено в связи с одноимённостью. В Москве уже были Институтский переулок в Марьиной Роще, а также 1-й и 2-й Институтский проезды в районе Рязанского проспекта. Новое название дано 11 августа 1962 года по городу Гродно (Беларусь) в связи с расположением улицы на западе Москвы.

## Здания и сооружения
- По нечётной стороне:
  - дом 5A — «БинБанк»
  - дом 5 — политехнический колледж № 42 (Бывшее ПТУ № 16, ранее — Кунцевская средняя школа № 3, Средняя школа № 801 Кунцевского р-на г. Москвы).
 «В этом здании в годы Великой Отечественной войны проходило формирование рабочих, истребительных и коммунистических батальонов Кунцевских предприятий Московской области»[5], а также «<…> с ноября 1941 года по февраль 1943 года находился военный госпиталь № 4843»[5].
  - дома 7, 9 — жилые дома
- По чётной стороне:
  - дом 13 (по Можайскому шоссе) — дом культуры «Заветы Ильича». ДК принадлежит ОАО «Камвольное объединение „Октябрь“». Дом культуры был построен на рубеже 1920-30-х годов, но в 1970-е годы его реконструировали, изменив декор и украсив серпом и молотом[6].
  - дома 4 — 10 — жилые дома
  - владения 12, 16, 18 — территория ОАО «Камвольное объединение „Октябрь“»

## Транспорт
По улице общественный транспорт не ходит.
Поблизости расположены автобусные остановки:

### Автобусная остановка «Улица Багрицкого» на Можайском шоссе
Отсюда ходят автобусы до ближайших станций метро:
- до метро «Кунцевская»:
  - № 45 — (66-й квартал Кунцева — Метро «Кунцевская»)
  - № 190 — (Беловежская улица — Метро «Молодёжная»)
  - № 610 — (Пищекомбинат — Метро Метро «Кунцевская»)
  - № 612 — (Улица Герасима Курина — Троекуровское кладбище)
  - № 733 — (Аминьево — Крылатское) (только к метро «Кунцевская»)
- до метро «Славянский бульвар»:
  - № 103 — (23-й квартал Новых Черёмушек — Улица Генерала Дорохова)
  - № 157 — (Беловежская улица — Киевский вокзал)
  - № 231 — (Беловежская улица — Метро «Филёвский парк»)
  - № 205 — (Совхоз «Заречье» — Улица Довженко)
  - № 818 — (Международный университет — Метро «Филёвский парк»)
  - № 840 — (66-й квартал Кунцева — Киевский вокзал)

### Автобусная остановка «Гродненская улица» на Верейской улице
Расположена на пересечении с улицей Багрицкого):
- № 103 — (23-й квартал Новых Черёмушек — Улица Генерала Дорохова)
- № 104 — (Метро «Филёвский парк» — Платформа «Рабочий посёлок»)
- № 198 — (66-й квартал Кунцева — Матвеевское)
- № 622 — (Пищекомбинат — Станция «Очаково»)
- № 732 — (Крылатское — Метро «Славянский бульвар»)
- № 733 — (Аминьево — Крылатское) (только к метро «Кунцевская»)
- № 781 — (Проезд Карамзина — Улица Генерала Дорохова)

### Ближайшие станции метро
- Давыдково
- Кунцевская (АПЛ и ФЛ)
- Кунцевская (БКЛ)